# Шипмен (Іллінойс)
Шипмен (англ. Shipman) — селище (англ. village) в США, в окрузі Макупін штату Іллінойс. Населення — 511 особа (2020).

## Географія
Шипмен розташований за координатами 39°7′10″ пн. ш. 90°2′43″ зх. д. / 39.11944° пн. ш. 90.04528° зх. д. (39.119488, -90.045189).  За даними Бюро перепису населення США в 2010 році селище мало площу 3,44 км², з яких 3,41 км² — суходіл та 0,03 км² — водойми.

## Демографія
Згідно з переписом 2010 року, у місті мешкали 624 особи в 241 домогосподарстві у складі 174 родин. Густота населення становила 181 особа/км².  Було 259 помешкань (75/км²).
Расовий склад населення:
| - 97,9 % — білих - 0,3 % — азіатів - 1,3 % — осіб інших рас |

До двох чи більше рас належало 0,5 %. Частка іспаномовних становила 2,4 % від усіх жителів.
За віковим діапазоном населення розподілялося таким чином: 28,0 % — особи молодші 18 років, 55,8 % — особи у віці 18—64 років, 16,2 % — особи у віці 65 років та старші. Медіана віку мешканця становила 38,1 року. На 100 осіб жіночої статі у місті припадало 105,3 чоловіків;  на 100 жінок у віці від 18 років та старших — 97,8 чоловіків також старших 18 років.
Середній дохід на одне домашнє господарство  становив 67 469 доларів США (медіана — 63 125), а середній дохід на одну сім'ю — 69 427 доларів (медіана — 62 656). Медіана доходів становила 43 472 долари для чоловіків та 36 875 доларів для жінок. За межею бідності перебувало 6,0 % осіб, у тому числі 6,4 % дітей у віці до 18 років та 15,8 % осіб у віці 65 років та старших.
Цивільне працевлаштоване населення становило 357 осіб. Основні галузі зайнятості: освіта, охорона здоров'я та соціальна допомога — 26,6 %, роздрібна торгівля — 16,8 %, виробництво — 11,2 %, будівництво — 11,2 %.